# Стивън Фрейн
Стивън Фрейн (на английски: Steven Frayne), наречен още „Магьосникът Динамо“ е английски илюзионист.

## Биография и творчество
Отгледан е от самотната си майка, а баща му през по-голямата част от детството му е в затвора. Дядо му е изиграл ролята на баща. Фрейн има болест на Крон, която откриват преди няколко години. Когато за пръв път започва да експериментира с карти почувства, че нещо липсва, тогава той решава да включи танц и елементи на хип-хоп музика в своите съчетания.
Още на 19 години магьосникът с невероятни умения, започва да ходи по представления и е канен навсякъде и в крайна сметка става популярен в световен мащаб за много кратко време. Съвсем скоро започва да изпълнява триковете си за знаменитости като Колдплей, Парис Хилтън и принц Чарлз.
В Ню Йорк Фрейн има възможност да представи своите номера пред свои колеги, включително магьосници като Аарон Фишър и Дейвид Блейн. След едно невероятно негово изпълнение публиката му дава името „Динамо“, което се превръща в легенда.

## Предавания
Първото DVD с негови представления е озаглавено „Dynamo’s Underground Magic“ с участието на знаменитости като Snoop Dogg и Coldplay. DVD-то създава еуфория във Великобритания, което го отвежда в много телевизионни предавания.
- Dynamo's Estate of Mind Channel 4
- Dynamo's Concrete Playground (DVD)

Последното му DVD е озаглавено „Dynamo: Magician Impossible“.